# Economia ecológica
Ecologia econômica, bioeconomia, eco-economia ou ecol-econ é uma área de estudo transdisciplinar e interdisciplinar que investiga as interações entre economia e meio ambiente. O objetivo é entender como as atividades econômicas afetam os ecossistemas e como esses ecossistemas afetam a economia. A área de estudo vem crescendo e atualmente abrange diversos temas, incluindo mudanças climáticas e perda de biodiversidade. É importante destacar que a ecologia econômica difere da economia ambiental, que se baseia na teoria da economia neoclássica.
Enquanto a ecologia se concentra no estudo das espécies vivas e suas relações com o meio ambiente natural e a economia se preocupa com a maneira como as sociedades humanas usam recursos limitados para produzir e distribuir bens e serviços, o principal objetivo da economia ecológica é preencher a lacuna entre ecologia e economia, investigando as conexões e os feedbacks entre as economias humanas e os ecossistemas.
É importante reconhecer que as relações entre ecossistemas e sistemas econômicos são complexas e exigem diversas perspectivas e abordagens para serem compreendidas completamente. Dentro da economia ecológica, destaca-se a importância do pluralismo conceitual, que reconhece que não há uma única abordagem correta para tratar da complexidade do tópico. Em vez disso, é necessário adotar uma estratégia de pluralismo, que abrange uma variedade de perspectivas e abordagens.

## Características
Dentre as principais características da Economia Ecológica estão:
- Enfoque na interdependência dos sistemas: A economia ecológica tem como característica fundamental o reconhecimento de que os sistemas econômicos, sociais e ecológicos estão interligados, e que a saúde de um sistema é dependente da saúde dos outros.
- Ênfase na sustentabilidade: A economia ecológica enfatiza a necessidade de gerenciar os recursos naturais de forma a equilibrar as necessidades humanas com os limites ecológicos, de modo a garantir a sustentabilidade a longo prazo.
- Rejeição do modelo econômico neoclássico: A economia ecológica rejeita o modelo econômico neoclássico tradicional, que pressupõe crescimento infinito e não considera a depleção dos recursos naturais ou as externalidades negativas das atividades econômicas.
- Exploração de modelos econômicos alternativos: A economia ecológica busca explorar modelos econômicos alternativos, como a economia de estado estacionário, que prioriza o bem-estar social e ecológico em detrimento do crescimento econômico.
- Reconhecimento do valor intrínseco da natureza: A economia ecológica reconhece que a natureza tem um valor intrínseco e independente de seu uso ou utilidade para os seres humanos.
- Abordagem transdisciplinar e holística: A economia ecológica reconhece que nenhum campo isolado de estudo é suficiente para entender a magnitude e complexidade dos problemas ambientais, e por isso promove uma abordagem transdisciplinar e holística para a análise dos sistemas econômicos e ecológicos. Além disso, o a economia ecológica reconhece dos limites do conhecimento humano e a necessidade de adotar o princípio da precaução ao gerenciar os recursos naturais.
- Equidade e distribuição de recursos: A economia ecológica defende a importância da equidade e justiça na distribuição de recursos de modo intra e intergeracional.
- Valorização dos aspectos sociais e culturais: A economia ecológica reconhece a importância dos aspectos sociais e culturais na gestão dos recursos naturais, buscando integrar a economia em sistemas culturais e sociais mais amplos para que a natureza, economia e sociedade coevoluam.
- Adoção de uma abordagem adaptativa e flexível: A economia ecológica reconhece a necessidade de lidar com a incerteza ecológica e socioeconômica, adotando uma abordagem adaptativa e flexível para a gestão dos recursos naturais.

## Tópicos
Entre os temas abordados pela economia ecológica estão a metodologia, a alocação de recursos, a economia energética, a contabilidade e o equilíbrio energético, e a modelagem ecológico-econômica.

### Metodologia
Um dos principais objetivos da economia ecológica é fundamentar o pensamento econômico e a prática na realidade física, especialmente nas leis da física (particularmente as leis da termodinâmica) e no conhecimento de sistemas biológicos. Aceita, portanto, a melhoria do bem-estar humano através do desenvolvimento e busca garantir a realização deste através do planejamento para o desenvolvimento sustentável de ecossistemas e sociedades. É claro que os termos desenvolvimento e desenvolvimento sustentável estão longe de faltar polêmica. A economia tradicional ganhou a terminologia do desenvolvimento no livro Desenvolvimento traído.
O bem-estar na economia ecológica também é diferenciado do bem-estar da economia geral e na "nova economia do bem-estar" da década de 1930, que informa a economia de recursos e meio ambiente. Isso implica numa concepção utilitária preferencial de valor, ou seja, a natureza é valiosa para as economias porque as pessoas pagam por seus serviços, como ar limpo, água limpa, encontros com a região selvagem, etc.
A economia ecológica é distinguível da economia neoclássica principalmente por sua afirmação de que a economia está inserida dentro de um sistema ambiental. A ecologia lida com as transações de energia e matéria da vida e da Terra, e a economia humana é, por definição, contida neste sistema. Os economistas ecológicos argumentam que a economia neoclássica ignorou o meio ambiente, na melhor das hipóteses, considerando que ele é um subconjunto da economia humana.
A visão neoclássica ignora o que as ciências naturais ensinaram sobre as contribuições da natureza para a criação de riqueza, por exemplo, a dotação planetária de matéria e energia escassas, juntamente com os ecossistemas complexos e biologicamente diversos que fornecem bens e serviços ecossistêmicos diretamente para comunidades humanas: regulação de micro e macro-clima, reciclagem de água, purificação de água, regulação de  águas pluviais, absorção de resíduos, produção de alimentos e medicamentos, polinização, proteção contra radiação solar e cósmica, a visão de um céu noturno estrelado, etc..
Houve uma mudança para considerar coisas como o capital natural e as funções dos ecossistemas como bens e serviços. No entanto, isso está longe de ser incontroverso em ecologia ou economia ecológica devido ao potencial para reduzir os valores aos encontrados na economia geral e o perigo de limitar-se a considerar a natureza como uma mercadoria. Isso foi referido como a "venda na natureza". Existe então uma preocupação de que a economia ecológica não tenha aprendido com a extensa literatura em ética ambiental sobre como estruturar um sistema de valores plural.

### Alocação de recursos
A  economia de recursos e a economia neoclássica concentram-se mais na alocação eficiente de  recursos e menos em dois outros problemas econômicos fundamentais: distribuição (equidade) e escala da economia em relação aos ecossistemas sobre os quais é dependente. A Economia ecológica também faz uma clara distinção entre  crescimento (aumento quantitativo da produção econômica) e  desenvolvimento (melhoria qualitativa da qualidade de vida), enquanto argumenta que a economia neoclássica confunde os dois. Os economistas ecológicos apontam que, além de níveis modestos, o aumento do consumo per capita (a medida econômica típica do "padrão de vida") não conduz necessariamente a uma melhoria no bem-estar humano, enquanto esse mesmo consumo pode ter efeitos nocivos sobre o meio ambiente e um bem-estar social mais amplo.

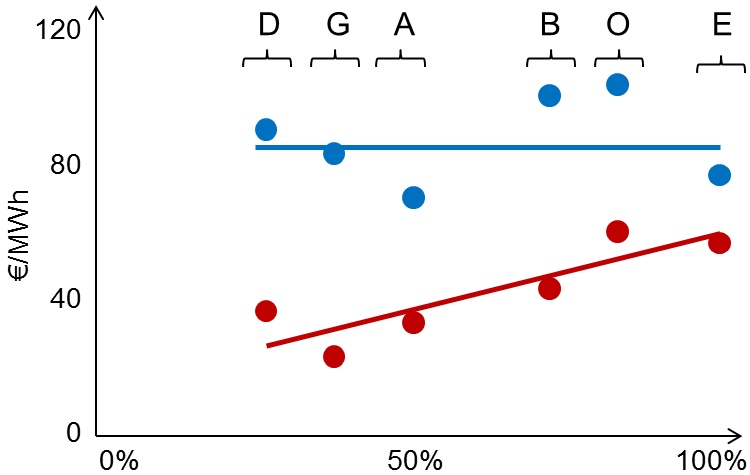
A análise de energia pode ser realizada para encontrar conexões entre o valor econômico e o mundo físico. Aqui, os custos de aquecimento (eixo vertical) são comparados com o conteúdo de exergia de diferentes transportadores de energia (eixo horizontal). Pontos vermelhos e linha de tendências indicam preços de energia para consumidores, pontos azuis e linha de tendências indicam o preço total para os consumidores, incluindo as despesas de capital para o sistema de aquecimento. As transportadoras de energia incluídas são o aquecimento urbano (D), a bomba de calor de fonte terrestre (G), a bomba de calor de ar de exaustão (A), a bioenergia que significa lenha (B), óleo de aquecimento (O) e aquecimento elétrico direto (E)..

### Economia energética
Um conceito-chave de economia energética é o ganho líquido de energia, que reconhece que toda energia requer energia para produzir. Para ser útil, o retorno energético da energia investida (EROEI) deve ser maior que um. O ganho líquido de energia proveniente da produção de carvão, petróleo e gás diminuiu ao longo do tempo, pois as fontes mais fáceis de produzir foram mais fortemente esgotadas.
A economia ecológica geralmente rejeita a visão da economia energética de que o crescimento do suprimento de energia está diretamente relacionado ao bem-estar. Sendo assim, concentra-se então na biodiversidade e criatividade - ou capital natural e capital individual, na terminologia adotada às vezes para descrevê-los economicamente. Na prática, a economia ecológica centra-se principalmente nas questões-chave do crescimento não econômico e da qualidade de vida. Os economistas ecológicos estão inclinados a reconhecer que grande parte do que é importante no bem-estar humano não é analisável de um ponto de vista estritamente econômico e sugerem uma abordagem interdisciplinar combinando ciências sociais e  naturais como um meio para abordar isso.
A termoeconomia baseia-se na proposição de que o papel da energia na evolução biológica deve ser definido e compreendido através da segunda lei da termodinâmica, mas também em termos de critérios econômicos como produtividade, eficiência e especialmente os custos e benefícios (ou rentabilidade) de vários mecanismos para capturar e utilizar a energia disponível para construir biomassa e trabalhar. Como resultado, a termoeconomia é muitas vezes discutida no campo da economia ecológica, que está relacionada aos campos da sustentabilidade e do desenvolvimento sustentável.
A análise de energia é realizada no campo da ecologia industrial para usar energia de forma mais eficiente. O termo exergia, foi criado por Zoran Rant em 1956, mas o conceito foi desenvolvido por  J. Willard Gibbs. Nas últimas décadas, a utilização da exergia se espalhou para fora da física e engenharia nos campos da ecologia industrial, da economia ecológica, da ecologia dos sistemas e da energia.

### Contabilidade e equilíbrio energético
Um balanço de energia pode ser usado para rastrear a energia através de um sistema e é uma ferramenta muito útil para determinar o uso de recursos e os impactos ambientais. Usando a  primeira e  segunda lei da termodinâmica, para determinar a quantidade de energia necessária em cada ponto de um sistema e em que forma essa energia é um custo em várias questões ambientais. O sistema de contabilidade energética acompanha a energia dentro, a energia fora e a energia não útil versus o trabalho realizado e as transformações dentro do sistema.
Os cientistas escreveram e especularam sobre diferentes aspectos da contabilidade energética.

### Modelagem ecológico-econômica
A modelagem matemática é uma ferramenta poderosa que é utilizada na análise econômica ecológica. Várias abordagens e técnicas incluem: evolução, insumo-saída, modelagem neo-austríaca, modelos de entropia e termodinâmica, modelagem multi-critérios e baseada em agentes, curva ambiental de  Kuznets e estoque-fluxo, estruturas de modelos consistentes. A dinâmica de sistemas e o  SIG são técnicas aplicadas, entre outras, ao modelo de modelagem de paisagem dinâmica espacial. Os métodos de contabilidade Matrix de Christian Felber fornecem um método mais sofisticado para identificar "o bem comum".

## Economia ecológica X Economia ambiental
A economia ecológica se diferencia da economia ambiental neoclássica (considerada esta a corrente mainstream) defendendo os seguintes pontos:
- A economia é um subsistema da natureza e não o contrário;
- Assim como a natureza, o crescimento da economia e de seu produto interno bruto (PIB) também tem limites biofísicos e não pode aumentar indefinidamente;
- Considerando os limites biofísicos, a humanidade deve se desenvolver dentro de uma  escala ótima e sustentável;
- Para satisfazer as necessidades das gerações atuais e futuras, a distribuição justa de recursos é imprescindível – uma vez que a economia e o produto (PIB) não podem crescer indefinidamente;
- Bens e serviços ecossistêmicos são muitas vezes públicos, não rivais e não exclusivos e mecanismos de livre mercado não são suficientes para geri-los adequadamente.

A disciplina surge a partir dos trabalhos seminais de Nicholas Georgescu-Roegen e Howard T. Odum e das publicações influentes de Paul Erlich, Kenneth Boulding e do Clube de Roma. Entre seus grandes pensadores atuais estão Herman Daly, Robert Costanza, Joan Martinez-Alier, Joshua Farley, Manfred Max-Neef, Peter Victor, entre outros.

## Ética
A economia geral tentou ser livre de valor, tornando-se uma "ciência difícil", mas os economistas ecológicos argumentaram que a economia livre de valor geralmente não é realista. A economia ecológica está mais disposta a ter concepções alternativas de  utilidade, eficiência e benefícios de custos, tais como análise de posição ou análise multi-critérios. A economia ecológica geralmente é vista como economia para o desenvolvimento sustentável  e pode ter metas semelhantes à política verde.

## Escolas de pensamento
Várias correntes de pensamento existem no campo. Algumas são próximas da  economia de recursos e meio ambiente, enquanto outros são muito mais  heterodoxos. Um exemplo disso é a Sociedade Europeia de Economia Ecológica. Um exemplo é o Instituto Sueco Beijer de Economia Ecológica. A classificação do movimento de economia ecológica é realizada, em geral, por diferentes escolas econômicas do meio ambiente em três categorias principais. Estes são os principais economistas de recursos novos, os novos pragmatistas ambientais, e os economistas ecológicos sociais mais radicais.  O trabalho de pesquisa internacional que compara a relevância das categorias para economistas mainstream e heterodoxos mostra algumas divisões claras entre economistas ambientais e ecológicos.